# Jack McDuff
Pour les articles homonymes, voir McDuff.
 (janvier 2022).
Si vous disposez d'ouvrages ou d'articles de référence ou si vous connaissez des sites web de qualité traitant du thème abordé ici, merci de compléter l'article en donnant les références utiles à sa vérifiabilité et en les liant à la section « Notes et références ».
"Brother" Jack McDuff (17 septembre 1926 - 23 janvier 2001) était un organiste de jazz, particulièrement prolifique pendant l'âge d'or du soul jazz et du hard bop, dans les années 1960.

## Biographie
Né Eugene McDuffy à Champaign, dans l'Illinois, McDuff a commencé par jouer de la basse dans le groupe de Joe Farrell. Sous les conseils de Willis Jackson, qui l'avait également engagé comme bassiste à la fin des années 1950, McDuff a troqué la basse contre l'orgue Hammond et s'est attiré l'attention de Prestige Records, tout en continuant à jouer avec le groupe de Jackson. McDuff se retrouve vite à la tête de plusieurs groupes, où l'on retrouve des musiciens comme Red Holloway, Harold Vick au saxophone, Joe Dukes à la batterie ou même un jeune George Benson à la guitare.
McDuff a enregistré plusieurs albums, aujourd'hui considérés comme des classiques, sur Prestige, dont son tout premier album solo Brother Jack en 1960, The Honeydripper (1961), avec le saxophoniste ténor Jimmy Forrest et le guitariste Grant Green, Brother Jack Meets The Boss (1962), avec le saxophoniste ténor Gene Ammons, ou encore Screamin’ (1962).
Après son passage chez Prestige, McDuff rejoint le label Atlantic Records pour une courte période puis enregistre pour Blue Note dans les années 1970. To Seek a New Home (1970) a été enregistré en Angleterre avec une line-up de musiciens comprenant le blues shouter Jimmy Witherspoon et certains des meilleurs musiciens britanniques de jazz du moment, dont Terry Smith à la guitare et Dick Morrissey au saxophone ténor.
À la fin des années 1970 et durant les années 1980 McDuff a moins d'opportunités d'enregistrer tout en continuant à diriger des groupes qui révèleront de nombreux musiciens (Jerry Weldon, Leo Johnson, Jim Snidero, etc.). Il faudra attendre la fin des années 1980 pour que McDuff enregistre à nouveau du jazz, pour le label Muse. Il signe ensuite avec le label Concord Jazz en 1991. George Benson apparaît en 1992 sur l'opus de son mentor Colour Me Blue.
Malgré des problèmes de santé, McDuff a continué à travailler et à enregistrer tout au long des années 1980 et 1990, et a fait une tournée au Japon avec l'organiste Atsuko Hashimoto en 2000. "Captain" Jack McDuff, comme il a été convenu de le surnommer, est mort d'une insuffisance cardiaque à l'âge de 74 ans à Minneapolis, dans le Minnesota.

## Discographie

### Albums
- Jack McDuff Plays for Beautiful People (Prestige 1960)
- Rock Candy (Prestige 1960)
- Brother Jack (Prestige 1960)
- Tough 'Duff (Original Jazz 1960)
- The Honeydripper (Original Jazz 1961)
- Goodnight, It's Time to Go (Prestige 1961). Il existe aussi un LP identique avec le titre "Sanctified"
- Steppin' Out  (Prestige 1961)
- On With It  (Prestige 1961)
- Mellow Gravy  (Prestige 1962)
- Brother Jack Meets the Boss  (Original Jazz 1962)
- Screamin'  (Original Jazz 1962)
- Somethin' Slick  (Prestige 1963)
- Hallelujah Time!  (Prestige 1963)
- The Midnight Sun  (Prestige 1963)
- Brother Jack McDuff Live!  (Prestige 1963)
- Brother Jack Live! at the Jazz Workshop  (Prestige 1963)
- Dynamic!  (Prestige 1964)
- The Concert McDuff Recorded Live!  (Prestige 1964)
- Silken Soul  (Prestige 1964)
- I Got A Woman  (Prestige 1964)
- Prelude  (Prestige 1964)
- Soul Circle  (Prestige 1964)
- Hot Barbeque  (Prestige 1965)
- Walk On By  (Prestige 1966)
- A Change Is Gonna Come  (Atlantic 1966)
- Tobacco Road  (Atlantic 1966)
- Do It Now!  (Atlantic 1966)
- Brother Jack & David Newman: Double...  (Atlantic 1967)
- Getting Our Thing Together  (Cadet 1968)
- The Natural Thing  (Cadet 1968)
- Gin And Orange  (Cadet 1969)
- Down Home Style  (Blue Note 1969)
- Moon Rappin'  (Blue Note 1969)
- To Seek a New Home  (Blue Note 1970)
- Who Knows What Tomorrow's  (Blue Note 1970)
- The Heatin' System  (Cadet 1971)
- Magnetic Feel (Cadet 1975)
- Sophisticated Funk  (MCA 1976)
- Kisses  (Sugar Hill 1982)
- The Re-Entry  (Muse 1988)
- Another Real Good'un  (Muse 1989)
- Color Me Blue  (Concord Jazz 1991)
- Hot Barbeque: Live  (BGP 1993)
- Write On, Capt'n  (Concord Jazz 1993)
- Live  (Prestige 1994)
- Hot BBQ  (BGP 1995)
- It's About Time  (Concord Jazz 1995)
- That's The Way I Feel About It  (Concord Jazz 1996)
- Jack-Pot  (Red 1997)
- Bringin It Home  (Concord Jazz 1999)

### Collaborations
Avec Gene Ammons
- Twisting the Jug (Prestige, 1961) - avec Joe Newman
- Soul Summit (Prestige, 1962) - avec Sonny Stitt
- Soul Summit Vol. 2 (Prestige, 1961–62)

Avec George Benson
- The New Boss Guitar of George Benson (Prestige, 1964)

Avec Kenny Burrell
- Bluesin' Around (Columbia, 1962 [1983])

Avec Hank Crawford
- Double Cross (Atlantic, 1968)

Avec Joey DeFrancesco
- It's About Time (Concord Jazz, 1996)

Avec Gene Harris
- (Down Home) Blues (Concord Jazz, 1996)

Avec Grant Green
- Grantstand (Blue Note, 1961)

Avec Willis Jackson
- Please Mr. Jackson (Prestige, 1959)
- Cool "Gator" (Prestige, 1959–60)
- Blue Gator (Prestige, 1959–60)
- Cookin' Sherry (Prestige, 1959–60)
- Together Again! (Prestige, 1959-60 [1965])
- Together Again, Again (Prestige, 1959-61 [1966])

Avec Roland Kirk
- Kirk's Work (Prestige 1961)

Avec David "Fathead" Newman
- Double Barrelled Soul  (Atlantic, 1968)

Avec Mike Pachelli
- Meeting Point (Fullblast, 1999)

Avec Sonny Stitt
- Stitt Meets Brother Jack (Prestige, 1962)

Avec Winston Walls
- Boss of the B3 (Schoolkids Records, 1993)

Avec Jimmy Witherspoon
- The Blues Is Now (Verve, 1967)